# Естер Кремер
Естер Кремер је немачка атлетичарка, специјалиста за трчање на 200 м и 400 метара.
У 2010. постала је првак Немачке на 200 метара и друга са штафетом 4 х 400 м на Европском екипном првенстви 2010. у Бергену. Исте године у августу на Европском првенству у Барселони освојила је сребрну медаљу са штафетом 4 х 400 м заједно са Фабијен Колман, Јанин Линденберг и Клаудијом Хофман у времену 3:24,07, иза руске штафете.
Са штафетом је учествовала и на Летњим олимпијским играма 2012. у Лондону, али су испали у квалификацијама.

## Највећи успеси
4 титуле националног првака на 200 м (2010), 400 м (2011, 2012.) и 400м у дворани (2012.)
Штафета 4 х 400 м
- сребро на Европско првенство 2010.
- 5 место на Светском првенству 2009.
- сребро на Европском првенству до 23 године 2009.
- бронза на Европском јуниорском првенству 2007.

## Лични рекорди
на отвореном
- 100 м — 11,44 (+1,0) 	Вајнхајм, 27. јул 2012.
- 200 м — 23,10 (+0,7) 	Регензбург, 15. август 2010.
- 400 м — 51,76 Релинген 28. мај 2012.

у дворани
- 200 м — 23,84 Леверкузен 5. фебруар 2012
- 400 м — 52,45 Карлсруе 26. фебруар 2012